# 紫衣贵族

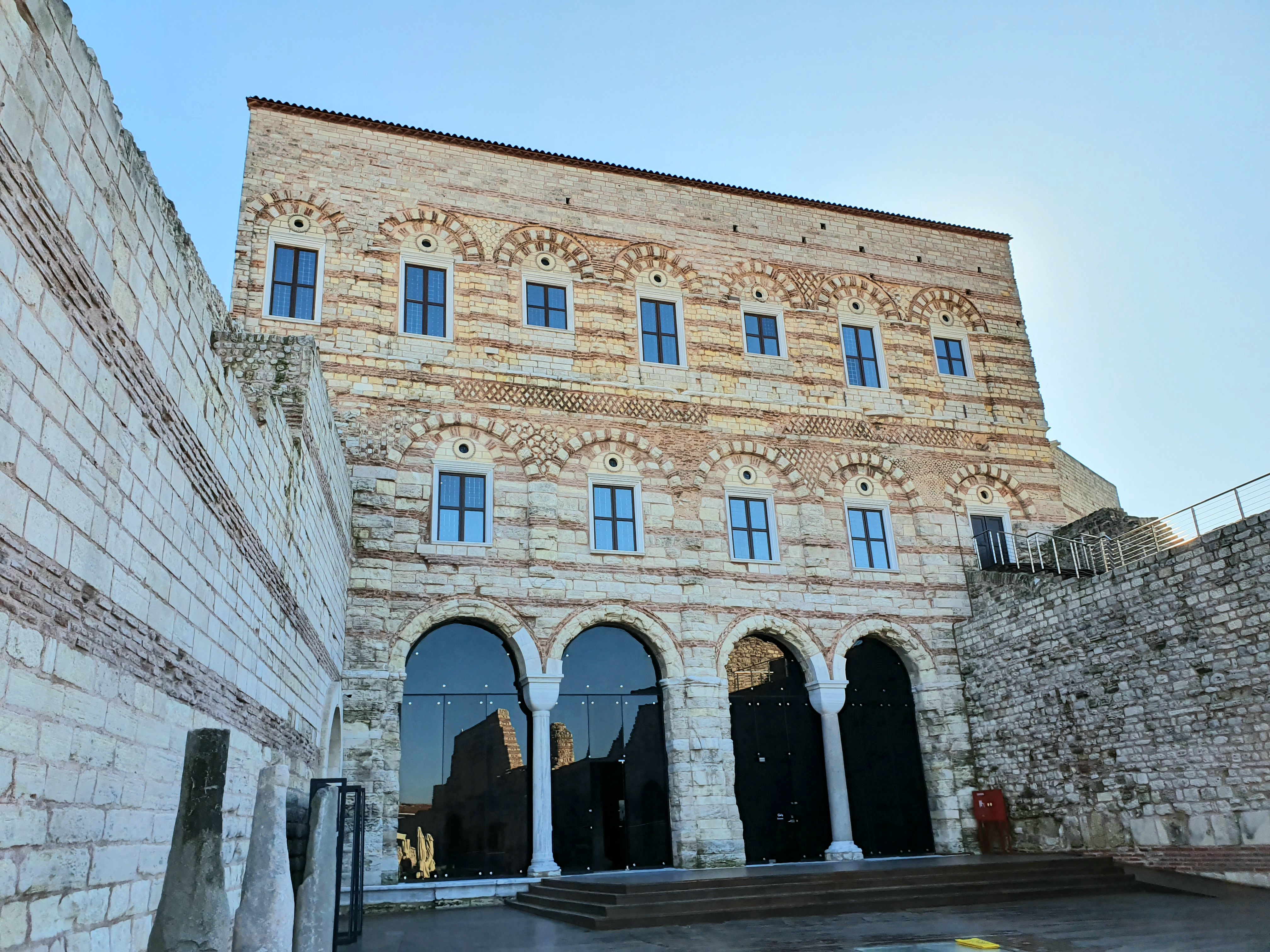
今日的紫色寝宫

紫衣贵族（希臘語：Πορφυρογέννητος，拉丁化Porphyrogénnētos或Porphyrogenitos）是东罗马帝国（拜占庭）的一个称号，用于授予帝国皇帝的子女。不过并不是帝国的每一个皇子和皇女都能得到这个称号。皇族成员要得到这个称号需要符合一系列严格设定的条件。

## 历史
东罗马帝国一贯强调“君权取之于天”和“君权授之于民”的结合，帝位继承并不限于欧洲其他封建国家的嫡长子继承制。不过，东罗马帝国也继承了一些早期罗马帝国关于皇权正统性的观念，这种观念在帝国走向衰败的时期，例如马其顿王朝、科穆宁王朝和巴列奥略王朝时期受到了推崇。“紫衣贵族”依次最早出现于公元846年，于十世纪时正式成为帝国皇族的称号，并且一直沿用到帝国末年的巴列奥略王朝。君士坦丁七世在他的著作《典仪论》（De Ceremoniis）裡描述了參加一名紫衣貴族誕生的典禮。

## 紫色寝宫
继承这个称号最重要的条件是必须生于帝国首都的君士坦丁堡神圣皇宫的紫色寝宫中。紫色寝宫，又称斑岩寝宫，是神圣皇宫中的一个独立的建筑群和皇族的居住区。不在紫色寝宫中出生的人，原则上讲不能称为“紫衣贵族”。根据东罗马帝国历史学家、紫衣贵族安娜·科穆宁娜的记载，在倚靠著皇宮許多可以俯瞰馬摩拉海和博斯普魯斯海峽的露天平台之一的房間，「有石公牛和獅子」（即 Boukoleon 皇宮），並且自地板至天花板是完美的正方形樣態，天花板是金字塔狀。它的牆、地板和天花板全部鑲飾以帝國斑岩，班岩「大致上是紫色遍佈的，但還有些像是白沙灑滿其上的白點」。

## 巴西琉斯和奧古斯都
另一個對紫衣貴族重要的地位資格是他的父親必須是一個有統治權的巴西琉斯（希臘語：βασιλεύς，見拜占庭政府機構和貴族等級），在拜占庭古希臘語中意為皇帝，而他的母親必須嫁給該名巴西琉斯並因此是名皇后。此外，皇后必須曾經歷一次正式而神聖的典禮冊封她為奧古斯塔（Augusta）。

## 背景
拜占庭的皇帝，無論是不是紫衣貴族，都被視為半神的人物，並被視為神在地上的副攝政者；紫衣貴族這一頭銜的重要性在於它給予受勳人一種神話和命中注定的感覺。一些拜占庭外交任務只在一個紫衣貴族的新娘被送去鞏固協議的情況下才成功完成——或相反地，一個外國公主只在嫁給紫衣貴族的前提下才前來確立一紙條約。

## 外部連結
- Via porphytites Saudi Aramco World article with general information on ancient mining of porphyry.